# Olonne-sur-Mer
Olonne-sur-Mer foi uma comuna francesa na região administrativa da Pays de la Loire, no departamento de Vendéia. Em 1 de janeiro de 2019, passou a formar parte da comuna de Les Sables-d'Olonne.